# Novoselci (Bośnia i Hercegowina)
Novoselci (cyr. Новоселци) – wieś w Bośni i Hercegowinie, w Republice Serbskiej, w gminie Kozarska Dubica. W 2013 roku liczyła 104 mieszkańców.